# Kế hoạch Dyle - Breda
Kế hoạch Dyle - Breda là phương án phòng ngự của Quân đội Pháp và các Đồng Minh Anh, Bỉ và Hà Lan trước khả năng Đức tấn công vào thời gian đầu của Chiến tranh Thế giới thứ hai, do Thống chế Pháp Maurice Gamelin đề xuất và sau đó được triển khai thực tế trong Trận chiến nước Pháp bắt đầu ngày 10 tháng 5 năm 1940.
Với dự đoán Quân đội Đức sẽ tập trung tấn công qua Vùng đất thấp, kế hoạch Dyle - Breda dự kiến nghênh chiến bằng cách điều chủ lực Anh Pháp lên tuyến sông Dyle phối hợp với Quân đội Bỉ và qua Breda liên kết với Quân đội Hà Lan. Tuy nhiên, trong thực tế kế hoạch này trở thành nạn nhân của kế hoạch Manstein khi Đức chuyển mũi chủ công xuống phía Nam mặt trận, bất ngờ đột phá ở chính diện Sedan - Dinant và thọc sâu ra eo biển Manche, cô lập chủ lực Đồng Minh ở Bỉ và dẫn tới sự sụp đổ của nước Pháp vào ngày 22 tháng 6 năm 1940.
Mặc dù thất bại của Pháp có nhiều nguyên nhân, từ sự yếu kém của học thuyết quân sự cho đến tinh thần chiến đấu thấp của binh sĩ, nhưng kế hoạch Dyle - Breda vẫn được coi là một thất bại lớn về mặt chiến lược của lãnh đạo quân sự Đồng Minh.

## Các điểm chính của kế hoạch

Bản đồ kế hoạch Dyle-Breda.